# Seznam argentinskih šahistov
Seznam argentinskih šahistov.

## B
- Gerardo Barbero

## C
- Daniel Cámpora

## E
- Erich Eliskases

## G
- Carlos Guimard

## N
- Miguel Najdorf

## P
- Oscar Panno
- Jiří Pelikán (češko-argentinski)
- Hermann Pilnik

## R
- Héctor Rossetto

## S
- Raúl Sanguineti
- Hugo Spangenberg

}